# Кубок России по баскетболу 2009/2010
9-й Кубок России по баскетболу среди мужских команд — проводился с 6 сентября 2008 г. по 21 февраля 2009 года под эгидой РФБ.

## Формат
Система розыгрыша Кубка — на выбывание. В Кубке России участвуют команды, выступающие в чемпионате баскетбольной Суперлиги дивизионов «А» и «Б» и Высшей лиги — в обязательном порядке, а также все желающие команды.
Кубок прошёл в три этапа:
- I этап — предварительные игры в подгруппах. Команды Высшей лиги Чемпионата России, а также все желающие команды разбиваются на подгруппы «А», «Б», «В» и «Г» по территориальному принципу. Игры в подгруппах проводятся турами в один круг с 5 по 9 сентября 2009 года.
- II этап — соревнования по системе плей-офф с 30 сентября 2009 года по 20 февраля 2010 года.
- III этап — финальные игры прошли в формате «финала 4-х».

«Финал 4-х» Кубка России состоялся с 18 по 19 марта в Москве на арене УСК ЦСКА. 19 марта, в перерыве между матчем за 3-е место и финалом прошёл Конкурс по броскам сверху.
Обладатель Кубка получает право на участие в Еврокубке в сезоне 2010/11 гг. В случае если этот клуб уже имеет право на участие в данных соревнованиях, то право на участие в Еврокубке получает финалист Кубка.

## Предварительный этап
Для матчей плей-офф первым указан хозяин площадки, в случае с 2-раундовым противостоянием — хозяин первого матча.

### Групповой этап (1/64 финала)
Группа А
Все матчи состоялись в Саратове.
|    | Команда                        | Игр | Поб | Пор | Заб | Пр  | Раз |
| -- | ------------------------------ | --- | --- | --- | --- | --- | --- |
| 1. | БК Липецк                      | 5   | 4   | 1   | 371 | 359 | +12 |
| 2. | Союз (Заречный)                | 5   | 3   | 2   | 396 | 385 | +11 |
| 3. | Автодор (Саратов)              | 5   | 3   | 2   | 359 | 328 | +31 |
| 4. | СДЮСШОР «Баскетбол» (Тольятти) | 5   | 3   | 2   | 380 | 371 | +9  |
| 5. | Дизелист (Маркс)               | 5   | 2   | 3   | 341 | 337 | +4  |
| 6. | КАМиТ-Университет (Тверь)      | 5   | 0   | 5   | 342 | 409 | -67 |

- БК Липецк — КАМиТ-Университет — 84:76 1ОТ (20:24, 23:11, 8:16, 23:23, 10:2)
- Автодор — СДЮСШОР — 81:76 (19:21, 16:12, 26:28, 20:15)
- Дизелист — Союз — 86:79 1ОТ (16:13, 17:25, 16:19, 24:16, 13:6)
- СДЮСШОР — Дизелист — 70:56 (17:8, 20:15, 12:13, 21:20)
- Союз — БК Липецк — 81:88 (22:25, 16:24, 19:17, 24:22)
- КАМиТ-Университет — Автодор — 61:81 (17:14, 14:22, 9:23, 21:22)
- Автодор — БК Липецк — 58:62 (15:17, 13:17, 11:10, 19:18)
- Дизелист — КАМиТ-Университет — 83:57 (22:17, 16:9, 20:18, 25:13)
- Союз — СДЮСШОР — 83:69 (22:21, 25:10, 21:21, 15:17)
- Союз — Автодор — 75:74 (22:21, 16:26, 17:14, 20:13)
- БК Липецк — Дизелист — 66:62 (18:18, 22:13, 13:14, 13:17)
- СДЮСШОР — КАМиТ-Университет — 83:80 (18:20, 20:16, 25:21, 20:23)
- СДЮСШОР — БК Липецк — 82:71 (17:12, 24:19, 24:14, 17:26)
- Автодор — Дизелист — 65:54 (13:12, 15:13, 17:14, 20:15)
- КАМиТ-Университет — Союз — 68:78 (18:24, 18:12, 12:23, 20:19)

Источник: 
Группа Б
Все матчи состоялись в Нижнем Тагиле.
|    | Команда                      | Игр | Поб | Пор | Заб | Пр  | Раз |
| -- | ---------------------------- | --- | --- | --- | --- | --- | --- |
| 1. | Старый Соболь (Нижний Тагил) | 3   | 3   | 0   | 249 | 216 | +33 |
| 2. | Нефтехимик (Тобольск)        | 3   | 2   | 1   | 285 | 212 | +73 |
| 3. | БК 17х16 (Омск)              | 3   | 1   | 2   | 239 | 250 | -11 |
| 4. | Университет (Ижевск)         | 3   | 0   | 3   | 216 | 311 | -95 |

- Старый Соболь — Университет — 95:84 (28:21, 18:20, 26:23, 23:20)
- Нефтехимик — БК 17х16 — 97:79 (30:23, 25:16, 20:21, 22:19)
- Старый Соболь — БК 17х16 — 78:60 (16:17, 23:21, 25:8, 14:14)
- Университет — Нефтехимик — 57:116 (16:26, 14:32, 14:28, 13:30)
- Нефтехимик — Старый Соболь — 72:76 (24:22, 20:13, 14:20, 14:21)
- БК 17х16 — Университет — 100:75 (25:17, 24:18, 19:20, 32:20)

Источник: 
Группа В
Все матчи состоялись в Воронеже.
|    | Команда                | Игр | Поб | Пор | Заб | Пр  | Раз |
| -- | ---------------------- | --- | --- | --- | --- | --- | --- |
| 1. | Воронеж-Скиф           | 3   | 3   | 0   | 281 | 209 | +72 |
| 2. | Динамо-Политех (Курск) | 3   | 2   | 1   | 226 | 219 | +7  |
| 3. | Десна (Брянск)         | 3   | 1   | 2   | 222 | 241 | -19 |
| 4. | ОрелГТУ-Олимп          | 3   | 0   | 3   | 192 | 252 | -60 |

- Воронеж-СКИФ — ОрелГТУ-Олимп — 91:75 (28:15, 16:26, 24:18, 23:16)
- Динамо-Политех — Десна — 80:73 (21:18, 22:28, 21:12, 16:15)
- Десна — Воронеж-СКИФ — 67:102 (17:30, 18:22, 20:24, 12:26)
- ОрелГТУ-Олимп — Динамо-Политех — 58:79 (10:26, 16:23, 16:21, 16:9)
- Воронеж-СКИФ — Динамо-Политех — 88:67 (27:14, 16:14, 20:21, 25:18)
- ОрелГТУ-Олимп — Десна — 59:82 (16:14, 16:18, 12:19, 15:31)

Источник: 
Группа Г
Все матчи состоялись в Волжском.
|    | Команда                    | Игр | Поб | Пор | Заб | Пр  | Раз |
| -- | -------------------------- | --- | --- | --- | --- | --- | --- |
| 1. | Планета-Университет (Ухта) | 4   | 3   | 1   | 319 | 278 | +41 |
| 2. | Волжанин-ГЭС (Волжский)    | 4   | 2   | 2   | 289 | 284 | +5  |
| 3. | Эльбрус (Черкесск)         | 4   | 2   | 2   | 274 | 272 | +2  |
| 4. | Динамо-Ставрополь          | 4   | 2   | 2   | 278 | 277 | +1  |
| 5. | Динамо-АГУ (Майкоп)        | 4   | 1   | 3   | 266 | 315 | -49 |

- Динамо-Ставрополь — Эльбрус — 68:74 (14:20, 23:23, 19:16, 12:15)
- Динамо-АГУ — Планета-Университет — 66:98 (18:26, 5:21, 24:29, 19:22)
- Волжанин-ГЭС — Эльбрус — 64:58 (14:7, 10:20, 20:20, 20:11)
- Динамо-АГУ — Динамо-Ставрополь — 57:70 (18:14, 15:18, 11:16, 13:22)
- Волжанин-ГЭС — Динамо-АГУ — 73:75 (20:23, 15:19, 21:17, 17:16)
- Планета-Университет — Динамо-Ставрополь — 73:65 (21:15, 23:13, 17:14, 12:23)
- Планета-Университет — Волжанин-ГЭС — 76:79 (13:18, 16:20, 27:23, 20:18)
- Эльбрус — Динамо-АГУ — 74:68 (16:23, 18:16, 21:18, 19:11)
- Эльбрус — Планета-Университет — 68:72 (16:24, 12:25, 21:15, 19:8)
- Динамо-Ставрополь — Волжанин-ГЭС — 75:73 (27:20, 15:29, 15:16, 18:8)

Источник: 

## II этап

### I раунд (1/32 финала)
- ТГУ-Баскет (Тамбов) — Рускон-Мордовия (Саранск) — 80:86 (30:26, 13:21, 27:20, 10:19)
- Нефтехимик (Тобольск) — Динамо-Теплострой (Челябинск) — 60:84 (15:25, 14:21, 18:18, 13:20)
- Союз (Заречный) — Нижний Новгород — 70:112 (15:29, 22:22, 21:26, 12:35)
- Планета-Университет (Ухта) — Северсталь (Череповец) — 60:82 (22:17, 12:27, 10:23, 16:15)
- БК Иркут (Иркутск) — Спартак-Приморье (Владивосток) — 84:71 (19:22, 24:25, 16:8, 25:16)
- БК Липецк — Роснефть-КБТК (Нальчик) — 72:79 (22:20, 14:21, 19:25, 17:13)
- Старый Соболь (Нижний Тагил) — Урал (Екатеринбург) — 63:71 (21:12, 5:24, 23:16, 14:19)
- Воронеж-Скиф — БК Рязань — 89:101 (22:23, 29:20, 17:36, 21:22)

Источник: 

### II раунд (1/16 финала)
- Рускон-Мордовия (Саранск) — Красные крылья (Самара) — 83:92 (22:22, 25:27, 18:23, 18:20)
- Динамо-Теплострой (Челябинск) — Енисей (Красноярск) — 75:88 (21:23, 19:19, 16:25, 19:21)
- Нижний Новгород — ТЕМП-СУМЗ (Ревда) — 75:71 (25:18, 19:24, 21:19, 10:10)
- Северсталь (Череповец) — Динамо М — 55:82 (11:20, 14:20, 15:29, 15:13)
- БК Иркут (Иркутск) — Сибирьтелеком-Локомотив (Новосибирск) — 80:87 (29:24, 11:25, 23:21, 17:17)
- Роснефть-КБТК (Нальчик) — Локомотив-Кубань (Краснодар) — 78:94 (22:25, 11:25, 18:19, 27:25)
- Урал (Екатеринбург) — Металлург-Университет (Магнитогорск) — 71:78 (27:16, 15:11, 18:19, 11:32)
- БК Рязань — Триумф (Московская область) — 69:83 (17:25, 24:19, 17:13, 11:26)

Источник: , 

### III раунд (1/8 финала)
- Красные крылья (Самара) — Енисей (Красноярск) — 88:72 (17:20, 19:17, 28:8, 24:27), 81:95 1ОТ (21:24, 18:24, 15:21, 15:16, 12:10)
- Нижний Новгород — Динамо М — 63:74 (18:25, 14:16, 19:17, 12:16), 69:107 (21:27, 12:27, 25:34, 11:19)
- Сибирьтелеком-Локомотив (Новосибирск) — Локомотив-Кубань (Краснодар) — 51:77 (15:25, 13:17, 9:20, 14:15), 85:87 (18:23, 31:18, 14:24, 22:22)
- Металлург-Университет (Магнитогорск) — Триумф (Московская область) — 71:94 (21:31, 12:18, 24:22, 14:23), 47:93 (16:23, 9:21, 8:25, 14:24)

Источник: , 

### 1/4 финала
| Дата       | Время | Место           | Команда А                    | Счет                               | Команда B                    |
| ---------- | ----- | --------------- | ---------------------------- | ---------------------------------- | ---------------------------- |
| 13.02.2010 | 17:00 | Самара          | Красные крылья (Самара)      | 61:73 (17:23, 16:12, 8:23, 20:15)  | ЦСКА (Москва)                |
| 13.02.2010 | 13:00 | Москва          | Динамо (Москва)              | 73:75 (16:21, 20:17, 19:20, 18:17) | Спартак (Санкт-Петербург)    |
| 13.02.2010 | 18:00 | Краснодар       | Локомотив-Кубань (Краснодар) | 71:79 (20:23, 17:16, 20:20, 14:20) | Химки (Московская область)   |
| 13.02.2010 | 18:00 | Люберцы         | Триумф (Люберцы)             | 79:81 (17:22, 27:21, 16:15, 19:23) | УНИКС (Казань)               |
| 20.02.2010 | 17:00 | Москва          | ЦСКА (Москва)                | 75:55 (25:9, 16:16, 19:15, 15:15)  | Красные крылья (Самара)      |
| 20.02.2010 | 13:00 | Санкт-Петербург | Спартак (Санкт-Петербург)    | 71:69 (22:14, 15:22, 25:19, 9:14)  | Динамо (Москва)              |
| 20.02.2010 | 18:00 | Химки           | Химки (Московская область)   | 82:80 (19:20, 22:15, 20:22, 21:23) | Локомотив-Кубань (Краснодар) |
| 20.02.2010 | 18:00 | Казань          | УНИКС (Казань)               | 83:58 (29:12, 17:16, 24:10, 13:20) | Триумф (Люберцы)             |

Источник: , , 

## Финал четырёх
|  | 1/2 финала                 | 1/2 финала     |               |    | Финал | Финал |
|  |                            |                |               |    |       |       |
|  | 18 марта                   |                |               |    |       |       |
|  |                            |                |               |    |       |       |
|  | ЦСКА (Москва)              | 88             |               |    |       |       |
|  | ЦСКА (Москва)              | 88             | 19 марта      |    |       |       |
|  | Спартак (Санкт-Петербург)  | 75             |               |    |       |       |
|  | Спартак (Санкт-Петербург)  | 75             | ЦСКА (Москва) | 80 |       |       |
|  | 18 марта                   |                | ЦСКА (Москва) | 80 |       |       |
|  |                            | УНИКС (Казань) | 74            |    |       |       |
|  | Химки (Московская область) | УНИКС (Казань) | 74            | 78 |       |       |
|  | Химки (Московская область) |                |               | 78 |       |       |
|  | УНИКС (Казань)             | 88             |               |    |       |       |
|  | УНИКС (Казань)             | 88             | 3-е место     |    |       |       |
|  |                            |                |               |    |       |       |
|  | 19 марта                   |                |               |    |       |       |
|  |                            |                |               |    |       |       |
|  | Спартак (Санкт-Петербург)  | 76             |               |    |       |       |
|  | Спартак (Санкт-Петербург)  | 76             |               |    |       |       |
|  | Химки (Московская область) | 74             |               |    |       |       |

### Результаты матчей
| 18 марта 2010 18:00 | Протокол | Химки (Московская область)                                | 78:88    | УНИКС (Казань)                                            | УСК ЦСКА, Москва Зрителей: 1000 Судьи: Михайлов (Москва), Круг (Новосибирск), Охрименко (Уфа) |
| 18 марта 2010 18:00 | Протокол | 17:24, 25:23, 19:19, 17:22                                |          |                                                           | УСК ЦСКА, Москва Зрителей: 1000 Судьи: Михайлов (Москва), Круг (Новосибирск), Охрименко (Уфа) |
| 18 марта 2010 18:00 | Протокол | Лэнгфорд (15), Маккарти (15), Дмитриев (16), Явтокас (10) | Очки     | Лайдэй (18), Самойленко (13), Заманский (17), Лончар (24) | УСК ЦСКА, Москва Зрителей: 1000 Судьи: Михайлов (Москва), Круг (Новосибирск), Охрименко (Уфа) |
| 18 марта 2010 18:00 | Протокол | Маккарти (10)                                             | Подборы  | Заманский (6)                                             | УСК ЦСКА, Москва Зрителей: 1000 Судьи: Михайлов (Москва), Круг (Новосибирск), Охрименко (Уфа) |
| 18 марта 2010 18:00 | Протокол | Лэнгфорд (7)                                              | Передачи | Лайдэй (9)                                                | УСК ЦСКА, Москва Зрителей: 1000 Судьи: Михайлов (Москва), Круг (Новосибирск), Охрименко (Уфа) |

| 18 марта 2010 20:30 | Протокол | ЦСКА (Москва)                                                            | 88:75    | Спартак (Санкт-Петербург)              | УСК ЦСКА, Москва Зрителей: 2000 Судьи: Буланов (Ульяновск), Галкин (Челябинск), Горшков (Иваново) |
| 18 марта 2010 20:30 | Протокол | 25:16, 19:15, 27:14, 26:27                                               |          |                                        | УСК ЦСКА, Москва Зрителей: 2000 Судьи: Буланов (Ульяновск), Галкин (Челябинск), Горшков (Иваново) |
| 18 марта 2010 20:30 | Протокол | Шишкаускас (16), Каун (10), Холден (15), Воронцевич (10), Понкрашов (10) | Очки     | Филдс (17), Ракович (16), Дж.Уайт (16) | УСК ЦСКА, Москва Зрителей: 2000 Судьи: Буланов (Ульяновск), Галкин (Челябинск), Горшков (Иваново) |
| 18 марта 2010 20:30 | Протокол | Воронцевич (9)                                                           | Подборы  | Колесников (6)                         | УСК ЦСКА, Москва Зрителей: 2000 Судьи: Буланов (Ульяновск), Галкин (Челябинск), Горшков (Иваново) |
| 18 марта 2010 20:30 | Протокол | Хряпа (7)                                                                | Передачи | Филдс (5)                              | УСК ЦСКА, Москва Зрителей: 2000 Судьи: Буланов (Ульяновск), Галкин (Челябинск), Горшков (Иваново) |

| 19 марта 2010 18:00 | Протокол | Спартак (Санкт-Петербург)                    | 76:74    | Химки (Московская область)                              | УСК ЦСКА, Москва Зрителей: 4000 Судьи: Круг (Новосибирск), Буланов (Ульяновск), Михайлов (Москва) |
| 19 марта 2010 18:00 | Протокол | 13:18, 28:26, 15:9, 20:21                    |          |                                                         | УСК ЦСКА, Москва Зрителей: 4000 Судьи: Круг (Новосибирск), Буланов (Ульяновск), Михайлов (Москва) |
| 19 марта 2010 18:00 | Протокол | Ракович (17), Колесников (15), Мещеряков (9) | Очки     | Маккарти (13), Мозгов (13), Ленгфорд (13), Фридзон (11) | УСК ЦСКА, Москва Зрителей: 4000 Судьи: Круг (Новосибирск), Буланов (Ульяновск), Михайлов (Москва) |
| 19 марта 2010 18:00 | Протокол | Пашутин (6)                                  | Подборы  | Маккарти (11)                                           | УСК ЦСКА, Москва Зрителей: 4000 Судьи: Круг (Новосибирск), Буланов (Ульяновск), Михайлов (Москва) |
| 19 марта 2010 18:00 | Протокол | Пашутин (7)                                  | Передачи | Рики Донелл (4)                                         | УСК ЦСКА, Москва Зрителей: 4000 Судьи: Круг (Новосибирск), Буланов (Ульяновск), Михайлов (Москва) |

| 19 марта 2010 20:30 | Протокол | ЦСКА (Москва)                                                        | 80:74    | УНИКС (Казань)                       | УСК ЦСКА, Москва Зрителей: 4500 Судьи: Горшков (Иваново), Галкин (Челябинск), Охрименко (Уфа) |
| 19 марта 2010 20:30 | Протокол | 25:19, 16:16, 23:23, 16:16                                           |          |                                      | УСК ЦСКА, Москва Зрителей: 4500 Судьи: Горшков (Иваново), Галкин (Челябинск), Охрименко (Уфа) |
| 19 марта 2010 20:30 | Протокол | Каун (14), Хряпа (14), Шишкаускас (13), Холден (11), Воронцевич (11) | Очки     | Лайдей (21), Лампе (18), Лончар (13) | УСК ЦСКА, Москва Зрителей: 4500 Судьи: Горшков (Иваново), Галкин (Челябинск), Охрименко (Уфа) |
| 19 марта 2010 20:30 | Протокол | Хряпа (13)                                                           | Подборы  | Лампе (7)                            | УСК ЦСКА, Москва Зрителей: 4500 Судьи: Горшков (Иваново), Галкин (Челябинск), Охрименко (Уфа) |
| 19 марта 2010 20:30 | Протокол | Хряпа (5), Планинич (5)                                              | Передачи | Самойленко (6)                       | УСК ЦСКА, Москва Зрителей: 4500 Судьи: Горшков (Иваново), Галкин (Челябинск), Охрименко (Уфа) |

### Конкурс по броскам сверху
19 марта после окончания матча за третье место в рамках «Финала четырёх» Кубка России состоялся Конкурс по броскам сверху. Его участниками стали лучшие данкеры команд-участниц и единственный выступающий в нашей стране победитель NBA Slam Dunk Contest. Судьями в конкурсе по броскам сверху стали Анатолий Мышкин, Сергей Тараканов, Валерий Тихоненко, телекомментатор Владимир Гомельский и журналист газеты «Спорт-Экспресс» Владимир Титоренко. Победителем конкурса стал Джеймс Уайт (Спартак Спб). В финале ему противостоял Игорь Ткаченко (УНИКС).
| Поз. | Игрок             | Команда                      | Рост   | Вес      | Первый раунд | Первый раунд | Первый раунд | Финал  |
| Поз. | Игрок             | Команда                      | Рост   | Вес      | 1-й данк     | 2-й данк     | Всего        | Голоса |
| ---- | ----------------- | ---------------------------- | ------ | -------- | ------------ | ------------ | ------------ | ------ |
| Ф    | Джеймс Уайт       | Спартак (Санкт-Петербург)    | 201 см | 91 кг    | 50           | 46           | 96           | 46     |
| ЛФ   | Игорь Ткаченко    | УНИКС (Казань)               | 204 см | 94 кг    | 47           | 50           | 97           | 34     |
| Ф    | Джеральд Гринslam | Локомотив-Кубань (Краснодар) | 203 см | 91 кг    | 46           | 50           | 96           | н.д.   |
| АЗ   | Вячеслав Зайцев   | Химки (Московская область)   | 191 см | 83 кг    | н.д.         | 49           | 49           | -      |
| Ц    | Попс Менса-Бонсу  | ЦСКА (Москва)                | 206 см | 106,5 кг | 45           | 50           | 95           | -      |

slam Джеральд Грин («Локомотив-Кубань») — победитель школьного конкурса слэм-данков США (2005), конкурса слэм-данков НБА (2007), финалист конкурса слэм-данков НБА (2008).

## Призёры
| Обладатель Кубка России по баскетболу 2010: ЦСКА (Москва)   |
| Самый ценный игрок (MVP): Виктор Хряпа Россия ЦСКА (Москва) |

## Символическая пятерка «Финала четырёх»[8]
- Атакующий защитник —  Террелл Лайдэй  УНИКС (Казань)
- Разыгрывающий защитник —  Пётр Самойленко  УНИКС (Казань)
- Лёгкий форвард —  Рамунас Шишкаускас  ЦСКА (Москва)
- Тяжёлый форвард —  Андрей Воронцевич  ЦСКА (Москва)
- Центровой —  Милован Ракович  Спартак (Санкт-Петербург)
- MVP «Финала четырёх» —  Виктор Хряпа  ЦСКА (Москва).

## Составы команд
| 1 | 2 | 3 | 4 |
| ЦСКА (Москва) Джон Роберт Холден Никита Курбанов Виктор Кейру Матьяж Смодиш Попс Менса-Бонсу Артём Забелин Виктор Хряпа (К) Андрей Воронцевич Траджан Лэнгдон Антон Понкрашов Александр Каун Зоран Планинич Дмитрий Соколов Тренер: Евгений Пашутин | УНИКС (Казань) Мацей Лямпе Лайдэй Террелл Марко Попович Игорь Заманский Артем Кузякин Пётр Самойленко Владимир Веремеенко Крешимир Лончар Саулюс Штомбергас Амиран Амирханов Игорь Ткаченко Виктор Зварыкин Тренер: Ацо Петрович | Спартак (Санкт-Петербург) Джеймс Уайт Кирилл Кузнецов Александр Дедушкин Роман Левтер Василий Заворуев Захар Пашутин (К) Горан Сутон Алексей Зозулин Павел Антипов Антон Юдин Леванс Филдс Евгений Колесников Шеррод Форд Егор Мещеряков Милован Ракович Тренер: Цви Шерф | Химки (Московская область) Кит Лэнгфорд Виталий Фридзон Сергей Топоров Карлос Кабесас Фёдор Дмитриев Паулюс Янкунас Пётр Губанов Робертас Явтокас Рауль Лопес Келли МакКарти (К) Рики Минард Тимофей Мозгов Вячеслав Зайцев Тренер: Серджио Скариоло |

 — травмированные игроки не принимавшие участие в «Финале четырёх».